# Infrastruktura techniczna wsi
Infrastruktura techniczna wsi – wspólne dla mieszkańców terenów wiejskich urządzenia techniczne, stanowiące podstawowe ich uzbrojenie, umożliwiające właściwą organizację i przebieg rolniczych procesów wytwórczych oraz wszelkich innych przedsięwzięć wynikających z wielofunkcyjnego charakteru wsi i obszarów wiejskich.
Według „Encyklopedii Organizacji i Zarządzania” – infrastruktura techniczna to zespół podstawowych obiektów, urządzeń i instalacji, takich jak: drogi, mosty, sieci energetyczne, gazowe i telekomunikacyjne o charakterze usługowym, nieodzownie potrzebnych dla właściwego funkcjonowania społeczeństwa i produkcyjnych działów gospodarki. Infrastrukturę techniczną tworzą wszelkiego rodzaju systemy transportowe, łączności i wodno-sanitarne, w których skład wchodzą m.in.: koleje, lotniska, sieci drogowe, porty rzeczne i morskie, urządzenia melioracyjne, obiekty telekomunikacji i urzędy pocztowe.

## Sieć wodociągowa i kanalizacyjna na wsi
Według danych rocznika statystycznego GUS sieć wodociągowa i kanalizacyjna przedstawiała się następująco:
| Wyszczególnienie                                                       | 1995  | 2000  | 2002  | 2003  | 2004  | 2005  | 2006  |
| ---------------------------------------------------------------------- | ----- | ----- | ----- | ----- | ----- | ----- | ----- |
| Sieć wodociągowa rozdzielcza w tys. km                                 | 110,9 | 162,1 | 173,2 | 179,5 | 185,3 | 190,7 | 195,5 |
| Sieć kanalizacyjna w tys. km                                           | 5,3   | 16,2  | 22,9  | 28,8  | 32,4  | 36,8  | 40,3  |
| Liczba zdrojów ulicznych w tys.                                        | 9,7   | 4,5   | 3,6   | 3,3   | 3,2   | 3,1   | 3,1   |
| Zużycie wody z wodociągów w gospodarstwach domowych w ciągu roku w hm³ | 307,4 | 320   | 325,2 | 337,4 | 332,1 | 347,6 | 360,8 |
| Zużycie wody z wodociągów w % ogólnego zużycia                         | 18,6  | 23,6  | 25,3  | 26,6  | 27,1  | 28,5  | 29,5  |

## Sieć energetyczna obszarów wiejskich
Według danych rocznika statystycznego GUS sieć energetyczna obszarów wiejskich przedstawiała się następująco:
| Wyszczególnienie                     | 1995 | 2000 | 2002 | 2003 | 2004 | 2005  | 2006   |
| ------------------------------------ | ---- | ---- | ---- | ---- | ---- | ----- | ------ |
| Odbiorcy energii elektrycznej w tys. | 2260 | 2551 | 2696 | 2758 | 3060 | 4651  | 4648   |
| Zużycie w GWh w ciągu roku           | 4075 | 5211 | 5531 | 5750 | 6388 | 9800  | 10 183 |
| Zużycie na 1 mieszkańca w GWh        | –    | –    | –    | –    | –    | 666,2 | 691,2  |

## Sieć gazowa w gospodarstwach domowych
Według danych rocznika statystycznego GUS sieć energetyczna obszarów wiejskich przedstawiała się następująco:
| Wyszczególnienie                   | 1995  | 2000  | 2002  | 2003  | 2004  | 2005  | 2006  |
| ---------------------------------- | ----- | ----- | ----- | ----- | ----- | ----- | ----- |
| Odbiorcy gazu z sieci w tys.       | 531,1 | 680,0 | 699,0 | 743,8 | 734,5 | 765,9 | 795,4 |
| Zużycie gazu z sieci w hm³         | 637,5 | 607,6 | 648,8 | 670,2 | 632,0 | 663,0 | 703,0 |
| Zużycie na 1 odbiorcę w m³ rocznie | 2851  | 893   | 928   | 901   | 860   | 866   | 884   |

## Mieszkania na wsi wyposażone w podstawowe instalacje
Według danych rocznika statystycznego GUS mieszkania na wsi wyposażone były w następujące instalacje:
| Rok  | Wodociąg | Wodociąg           | Ustęp  | Ustęp              | Łazienka | Łazienka           | Gaz z sieci | Gaz z sieci        | Centralne ogrzewanie | Centralne ogrzewanie |
| Rok  | w tys.   | w % ogółu mieszkań | w tys. | w % ogółu mieszkań | w tys.   | w % ogółu mieszkań | w tys.      | w % ogółu mieszkań | w tys.               | w % ogółu mieszkań   |
| ---- | -------- | ------------------ | ------ | ------------------ | -------- | ------------------ | ----------- | ------------------ | -------------------- | -------------------- |
| 1995 | 2916,0   | 76,2               | 2181,1 | 57,0               | 2354,7   | 61,5               | 464,4       | 12,1               | 1902,9               | 49,7                 |
| 2000 | 3233,9   | 83,1               | 2483,7 | 63,8               | 2631,5   | 67,6               | 617,9       | 15,9               | 2116,6               | 54,4                 |
| 2002 | 3581,9   | 87,8               | 2963,1 | 72,6               | 6020,3   | 74,0               | 696,5       | 17,1               | 2548,5               | 62,5                 |
| 2004 | 3700,5   | 88,2               | 3057,2 | 73,5               | 3114,5   | 74,9               | 730,0       | 17,6               | 2639,0               | 63,5                 |
| 2006 | 3726,1   | 88,3               | 3109,9 | 74,0               | 3167,2   | 75,0               | 757,2       | 18,0               | 2689,6               | 63,7                 |

## Placówki pocztowe oraz listonosze na wsi
Według danych rocznika statystycznego GUS liczba placówek pocztowych i listonoszy przedstawiała się następująco:
| Wyszczególnienie                            | 1995   | 2000   | 2002   | 2003   | 2004   | 2005   | 2006   |
| ------------------------------------------- | ------ | ------ | ------ | ------ | ------ | ------ | ------ |
| Placówki pocztowe w liczbach                | 5164   | 4899   | 4681   | 4637   | 4534   | 4503   | 4515   |
| Liczba listonoszy                           | 14 240 | 12 348 | 11 901 | 11 477 | 11 006 | 10 704 | 10 659 |
| Liczba ludności przypadającej na 1 placówkę | 2849   | 3014   | 3129   | 3165   | 3243   | 3272   | 3268   |